# Slayers
"Slayers" je japanska anime serija, spoj fantastike i komedije, emitirane 1995. Serija je snimljena po istoimenoj mangi i ima tri sezone: Slayers,  Slayers Next i  Slayers Try.

## Ekipa
Režija: Takashi Watanabe
Glasovi: Megumi Hayashibara (Lina Inverse), Yasunori Matsumoto (Gourry Gabriev), Hikaru Midorikawa (Zelgadis), Masami Suzuki (Amelia) i drugi.

## Radnja

### Slayers
Lina Inverse je mlada čarobnica koja putuje po raznim kraljevstvima i krade novac banditima ili se za hranu od seljaka bori s demonima. Jednog dana upozna ne osobito bistrog, ali snažnog Gourrya Gabrieva s kojim udruži snage, a kasnije im se pridružuje i Amelia. Zajedno se bore protiv čarobnjaka zvanog Rezo koji kani probuditi legendarnog demona Shabranigdoa. Za Rezoa je radio i Zelgadis, čovjek od kamena, ali je napustio njegovu ekipu i pridružio se Lini.

### Slayers Next
Lina, Gourry, Zelgadis i Amelia se opet ujedine kako bi pronašli tzv. Clair Bible i spasili svijet od propasti. Tijekom putovanja naiđu na tajnovitog svečenika Xellosa koji ih slijedi i daje im savjete. Uz to, čudna djevojka Martina se zaljubila u Gourrya te stalno napada Linu.

### Slayers Try
Barijera postavljena od Mazoku gospodara je razbijena i kao rezultat Lina i njena kompanija smiju ući u vanjski svijet. Tamo upadnu u tok proročanstva koje tvrdi da će knez tame iz druge dimenzije, Dark Star Dugradigdo, ući u njihov svijet i proširiti kaos...

## Kritike
Anime serija "Slayers" stekla je popriličan broj poklonika. Dok se jednima činilo da se radi o duhovitom, pametnom i zabavnom spoju komedije i fantazije, drugi su nazvali seriju traljavim, infantilnim i neduhovitim proizvodom. Tako je kritičar pod pseudonimom Kjeldoran na siteu Animeacademy.com u svojoj recenziji zdvojno komentirao: "Svaka epizoda nudi solidnu količinu smijeha i uvijek me tjerala da tražim više, sve dok odjednom, bez upozorenja, sve nije postalo zastarjelo. Što se više stvari mijenjaju, to više ostaju iste. Ne treba dugo dok se ne zapamte sve Linine šašave čarolije, svi udarci u glavu koje zadobije Gourry ili Linini uzvici "Fireball!" toliko puno puta prije nego što postanu dosadni. To se isto odnosi i na širi opseg; druga polovica serije iritantno podsječa na prvu na toliko puno načina...Kod Slayersa se može očekivati puno smijeha i nešto zijevanja" dok je kritičar na Animecritic.com napisao: "Bez obzira na to da li volite komediju ili fantastiku, ja vam preporučam da ovoj seriji date šansu. Za moj pojam je serija povremeno previše djetinjasta, ali je ipak zabavna".

## Vanjske poveznice
- Slayers and imdb.com
- Animeacademy.com
- Inverse.org
- Animecritic.com  Arhivirana inačica izvorne stranice od 13. kolovoza 2009. (Wayback Machine)